# Droga krajowa B216 (Niemcy)
Droga krajowa 216 (niem. Bundesstraße 216, B 216) – niemiecka droga krajowa przebiegająca  z zachodu na wschód i łączy miejscowość Lüneburg i drogę B209 z drogami B191, B248 i B248a w Dannenbergu nad Łabą w Dolnej Saksonii.